# Eiffelův most (Sarajevo)
Eiffelův most (bosensky Ajfelov/Eiffelov most, též Most Skenderija) se nachází v bosenské metropoli Sarajevu. Překonává řeku Miljacku v blízkosti sportovní haly Skenderija.
Jeho délka činí 40,6 metrů, široký je třináct metrů. Původně měl dva pruhy pro chodce a jeden pro silniční vozidla.
Název stavby odkazuje na to, že byl údajně projektován v kanceláři Gustava Eiffela. Toto tvrzení nicméně nepotvrzuje žádný do současné doby dochovaný dokument.

## Historie
Na místě současné stavby stál dřevěný most již v 15. století. Nechal ho vybudovat Skender-paša, především pro potřebu staveb, které nechal financovat pro rozvoj města z dobré vůle. V roce 1853 byl nahrazen malým ocelovým mostem. Po příchodu Rakousko-uherské správy v závěru 19. století bylo rozhodnuto o stavbě nového přemostění. Železný most byl dokončen v roce 1893, stál o trochu více proti proudu od původního.
Od 60. let 20. století byl doplněn silničním mostem, který převzal většinu dopravy mezi oběma břehy řeky. Starý most tak může nyní sloužit pouze chodcům. Původně našedo natřený most postupem času vybledl do bíla.
Během obléhání města a války v 90. letech 20. století byl značně poškozen. V roce 2004 byl most rekonstruován. Vrácena mu byla původní barva a doplněno osvětlení. V současné době je často cílem umisťování zámků lásky.